# مايك رومانو
مايك رومانو (بالإنجليزية: Mike Romano)‏ هو لاعب كرة قاعدة أمريكي، ولد في 3 مارس 1972 في نيو أورلينز في الولايات المتحدة.

## وصلات خارجية
- مايك رومانو على موقع دوري كرة القاعدة الرئيسي (الإنجليزية)
- مايك رومانو على موقع الدوري الياباني لكرة القاعدة (الإنجليزية)
- مايك رومانو على موقع دوري كوريا الجنوبية لكرة القاعدة (الإنجليزية)
- مايك رومانو على موقعبيزبول رفرنس.كوم (الدوري الرئيسي) (الإنجليزية)
- مايك رومانو على موقعبيزبول رفرنس.كوم (الدوري الثانوي) (الإنجليزية)
- مايك رومانو على موقع مشجعي الرسوم البيانية (الإنجليزية)